# Thambema golanachum
Thambema golanachum là một loài chân đều trong họ Thambematidae. Loài này được Harrison miêu tả khoa học năm 1987.